# 薬院
薬院（やくいん、福岡弁:やくい）は、福岡県福岡市中央区の地名。現行の行政地名は、薬院一丁目から四丁目まで（住居表示実施区域）、薬院伊福町（やくいんいふくまち・住居表示未実施区域）及び大字薬院（おおあざやくいん・住居表示未実施区域）。面積は、薬院一丁目から四丁目までが517,760平方メートル (51.78 ha)、薬院伊福町が4,350平方メートル (0.44 ha)、合計が522,100平方メートル (52.21 ha)。2023年8月末現在の人口は、薬院一丁目から四丁目までが16,184人、薬院伊福町が56人、合計が16,240人。郵便番号は薬院一丁目から四丁目までが810-0022、薬院伊福町が810-0025。

## 地理

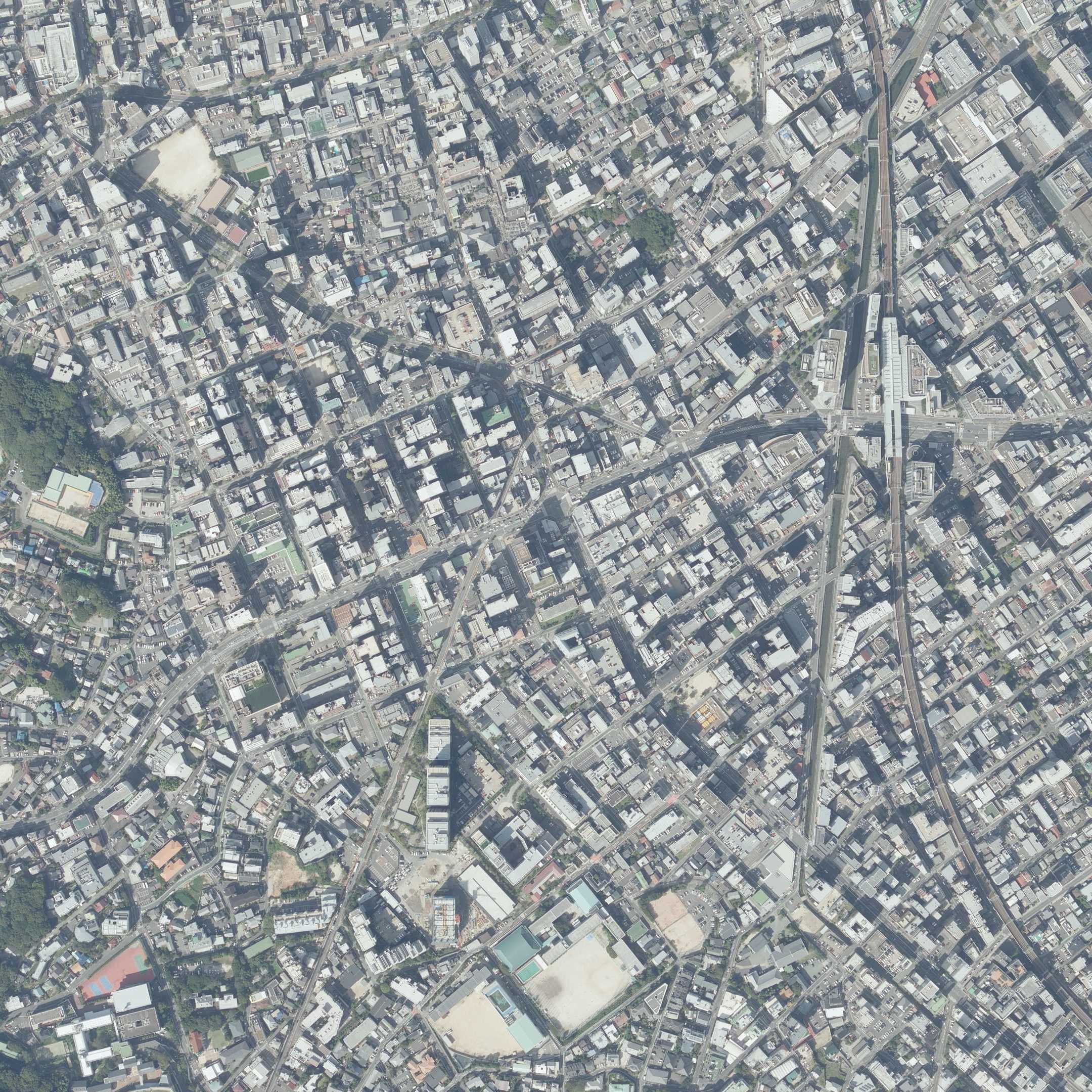
土地利用の状況

薬院は、福岡市の都心部とされる中央区天神の南南西約1キロメートルに位置しており、福岡市の都心の一部を形成する地域である。幹線道路を挟んで北東が一丁目、北西が二丁目、南東が三丁目、南西が四丁目である。南西端には薬院伊福町がある。大字薬院は飛地として一部の公有地に残るのみである。北で警固（）及び今泉（）と、東で薬院新川を介して渡辺通（）、白金（）及び平尾（）と、南東で平尾と、西南西で浄水通（）、御所ヶ谷（）、古小烏町（）及び警固と隣接する。
地区中央部の薬院大通交差点付近には福岡銀行、西日本シティ銀行、福岡信用金庫の支店があり、一箇所に銀行の支店が集中している。広義的に見た場合の薬院エリアには中央区渡辺通二丁目及び中央区白金一丁目付近が含まれることがある。これは、白金一丁目に西鉄薬院駅及び地下鉄七隈線の薬院駅が立地していることに起因する。広義の薬院エリアには城南線沿いを中心にオフィスビルが多く立地しており、近接する渡辺通エリアとともに福岡市の中心業務地区を形成している。

### 河川
薬院一丁目及び三丁目の東側に次の河川が横断している。
- 薬院新川（）[注釈 2]の支川（支流）

### 都市計画等
薬院を含む地区の都市計画における位置づけについては、2012年（平成24年）12月21日に策定された『第9次福岡市基本計画』の「都市空間構想図」において、「都心部」に薬院一丁目及び三丁目が含まれている。都心部のなかでも特に天神・渡辺通地区、博多駅周辺地区、ウォーターフロント地区（博多ふ頭及び中央ふ頭）の3地区が都心部の核とされており、薬院を含む地区は天神・渡辺通地区の南西に位置する。都市計画に関しては、「福岡市都市計画マスタープラン」において定められた方針については次のとおりである。環境資源に関しては、薬院新川の支川の河川沿いが散策・憩いの場となるとともに、緑と広がりのある景観が連続したゆとりと潤いのある水辺空間として「河川緑地軸」に位置付けられている。交通ネットワークに関しては、幹線道路である福岡県道31号福岡筑紫野線（大正通り）及び福岡市道博多駅草ヶ江線（城南線）の沿道は、商業、業務、サービス施設や中高層住宅などが連続した「都市軸」や「沿道軸」に位置付けられている。土地利用については、薬院一丁目が都心機能を補完する業務施設、商業施設と中高層住宅が集積した職住近接の「都心核周辺ゾーン」に位置付けられ、高い指定容積率の有効活用などがまちづくりの視点とされている。これ以外が住宅を中心に都心機能を支援する業務施設、商業施設が共存する「複合市街地ゾーン」に位置付けられ、職住が調和した複合市街地づくりと良好な街並みの形成などがまちづくりの視点とされている。用途地域については次のとおりである。薬院一丁目の全域、二丁目のうち福岡市道薬院660号線の道路中心線より東側及び同665号線の道路中心線より南側の範囲、三丁目の全域、四丁目のうち福岡市道薬院602号線、604号線及び613号線の道路中心線より北側の範囲、福岡県道31号福岡筑紫野線（高宮通り）の道路境界線より概ね30メートルの範囲が商業地域に、薬院四丁目のうち上記を除き、かつ福岡市道薬院南公園線（浄水通り）の道路中心線より南東側の範囲が第二種住居地域に、薬院伊福町のうち福岡市道博多駅草ヶ江線（城南線）の道路境界線より概ね30メートルの範囲が近隣商業地域に、薬院二丁目、四丁目及び薬院伊福町のうち、以上の範囲以外が第一種住居地域に指定されている。地区計画については、「都心部」の南西に位置し、城南線と高宮通りの交差部に位置し、城南線の地下を走る福岡市地下鉄七隈線の薬院大通駅に隣接する薬院四丁目1番の街区に次の地区計画が定められている。
- 「薬院大通り西地区地区計画」（区域面積：約1.1ヘクタール、決定年月日：2001年11月29日、告示番号：市278号）

当地区においては、都心部の機能の一端を担い、地域の拠点としてのまちづくりが望まれることから、地下鉄、バスの利用者など歩行者に配慮したゆとりのある空間の確保、住環境と調和した多様な都市機能の誘導を行うために、広場、歩行者用通路の確保、建築物等の用途の制限、敷地面積の最低限度の制限などが定められている。さらにこの地区計画の区域の一部（「薬院大通センタービル」の敷地を含む）約0.4ヘクタールは高度利用地区に指定されている。

## 歴史
薬院村の集落は、もともとは福岡城下（天神二丁目、大名一丁目）にあったが、城下建設にともなって現在の地域に移転した。かつて、奈良時代に吉備真備が太宰府に赴任した際に、この辺りに薬草園を開き、施薬院（薬草を使って治療をするところ）をつくったことから薬院と呼ばれるようになったという（続風土記）。薬院村は、戦国期には「薬井村」とも書いた。
江戸時代には多くの医師が住んで、幕末に勤王派の志士に影響を与えた女流歌人・野村望東尼が住んでいた「平尾山荘」もある。

## 人口
薬院一丁目から四丁目まで及び薬院伊福町の人口の推移を福岡市の住民基本台帳（公称町別）に基づき示す（単位：人）。集計時点は各年9月末現在である。

### 薬院一丁目から四丁目まで
- 2001年（平成13年）：8,965
- 2002年（平成14年）：9,504
- 2003年（平成15年）：10,328
- 2004年（平成16年）：11,244
- 2005年（平成17年）：11,467
- 2006年（平成18年）：11,724
- 2007年（平成19年）：12,058
- 2008年（平成20年）：12,253
- 2009年（平成21年）：12,330
- 2010年（平成22年）：12,420
- 2011年（平成23年）：12,494
- 2012年（平成24年）：12,713
- 2013年（平成25年）：13,050
- 2014年（平成26年）：13,294
- 2015年（平成27年）：13,819
- 2016年（平成28年）：14,141
- 2017年（平成29年）：14,449
- 2018年（平成30年）：14,760
- 2019年（令和元年）：15,061
- 2020年（令和2年）：15,203
- 2021年（令和3年）：15,273
- 2022年（令和4年）：15,777

### 薬院伊福町
- 2001年（平成13年）：39
- 2002年（平成14年）：37
- 2003年（平成15年）：37
- 2004年（平成16年）：34
- 2005年（平成17年）：35
- 2006年（平成18年）：39
- 2007年（平成19年）：43
- 2008年（平成20年）：41
- 2009年（平成21年）：32
- 2010年（平成22年）：36
- 2011年（平成23年）：34
- 2012年（平成24年）：34
- 2013年（平成25年）：31
- 2014年（平成26年）：31
- 2015年（平成27年）：35
- 2016年（平成28年）：34
- 2017年（平成29年）：34
- 2018年（平成30年）：55
- 2019年（令和元年）：57
- 2020年（令和2年）：62
- 2021年（令和3年）：63
- 2022年（令和4年）：59

## 校区
小学校、中学校、県立高等学校（全日制普通科）の校区は次の通り。
- 薬院一丁目及び二丁目 - 福岡市立警固小学校、福岡市立警固中学校、福岡県第六学区（旧第七学区）
- 薬院三丁目、四丁目及び薬院伊福町 - 福岡市立平尾小学校、福岡市立平尾中学校、福岡県第五学区（旧第六学区）

## 交通

### 鉄道
- 西鉄天神大牟田線
  - 薬院駅
- 福岡市営地下鉄七隈線
  - 薬院駅
  - 薬院大通駅

先述の通り、薬院駅は白金地区に所在する。
薬院駅は西鉄天神大牟田線と福岡市営地下鉄七隈線の相互の乗り換えに便利なため、交通の要所ともなっている。西鉄天神大牟田線の特急停車駅でもある。
また、かつては地域内を西鉄福岡市内線（路面電車）が通っていたが、1975年に廃止された。

鉄道の写真
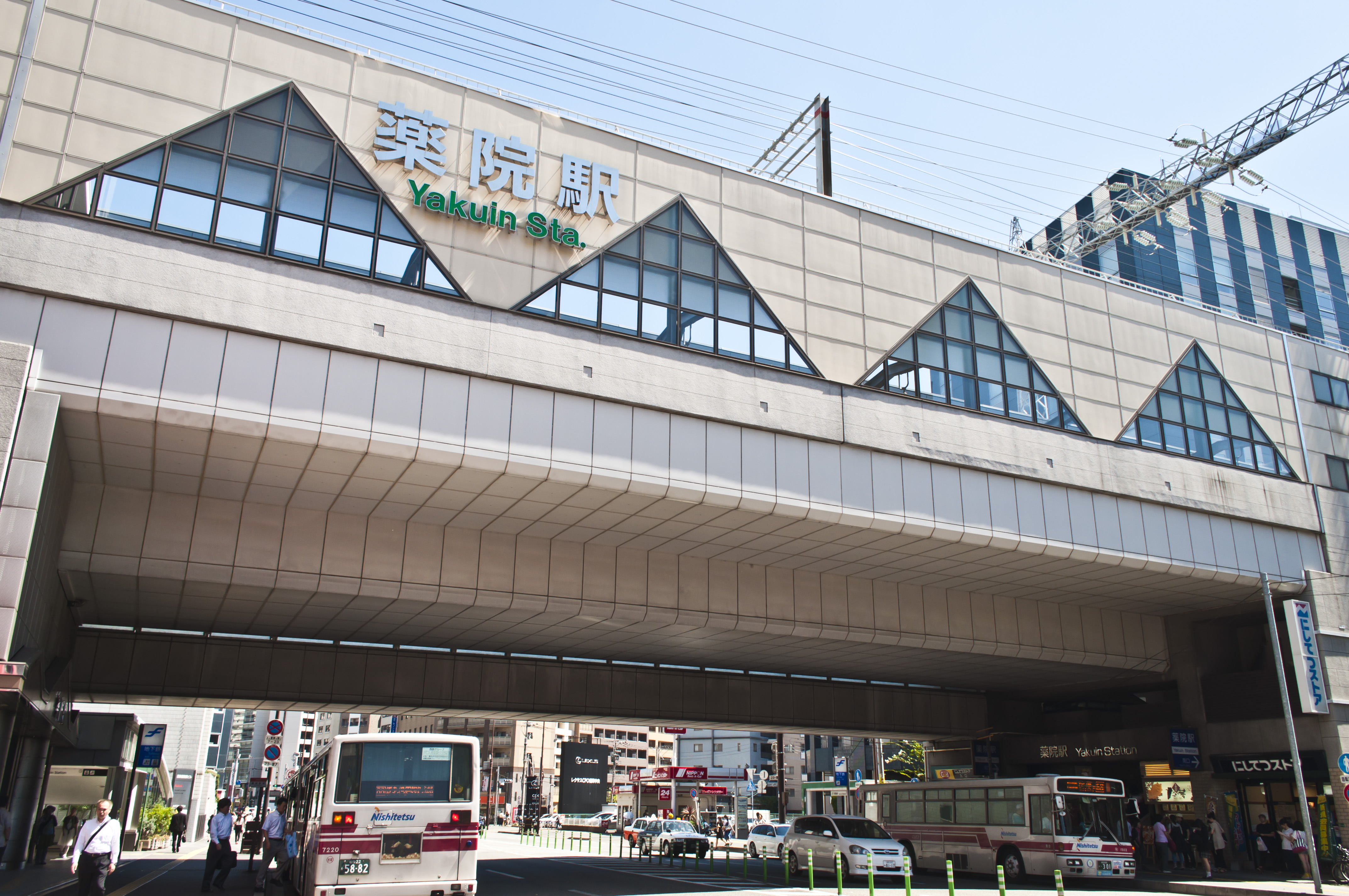
薬院駅

### 道路
南北に福岡県道31号福岡筑紫野線、東西には福岡市道博多駅草ヶ江線（城南線）が通っており、薬院大通交差点で交差している。福岡県道31号福岡筑紫野線のうち薬院大通交差点以北は大正通り、以南は高宮通りの通称名で呼ばれる。城南線の薬院大通交差点の約100メートル北東にある交差点から浄水通り（市道薬院南公園線と一部重複）が南西へ通っている。薬院新川沿いには福岡市道舞鶴薬院線が通っている。
城南線・大正通り・浄水通りでは西鉄バスの路線があるが、薬院大通バス停は6箇所にあり、それぞれ行き先が違うので注意が必要。

## 主な施設

### 公共公益施設
- 薬院大通センタービル
- 中央警察署薬院交番（所属警察署：福岡県警察中央警察署 (福岡県)）[注釈 5]

### 公共・公益施設
- 古小烏公園（）[注釈 6]

公共・公益施設の写真
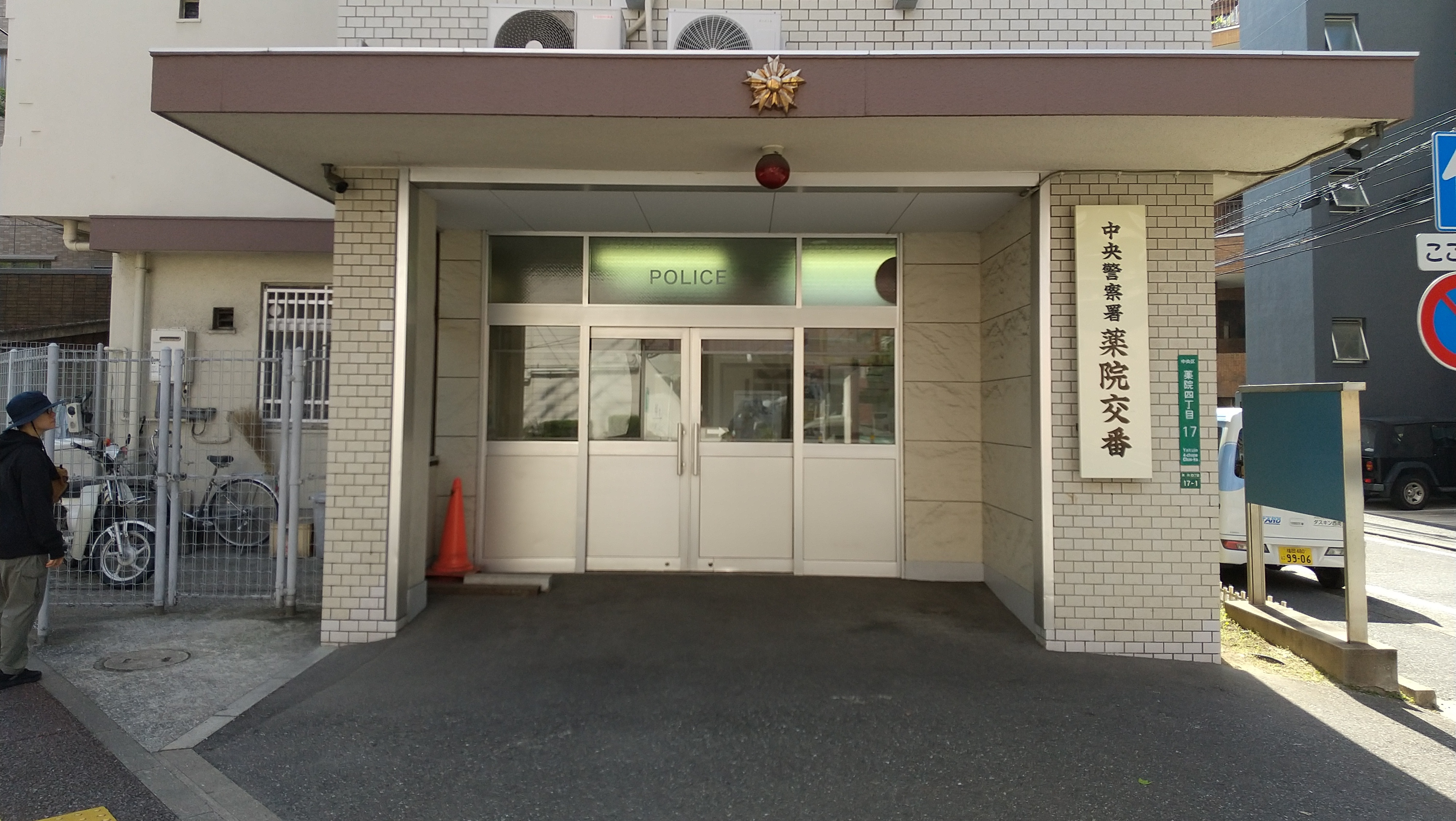
薬院交番
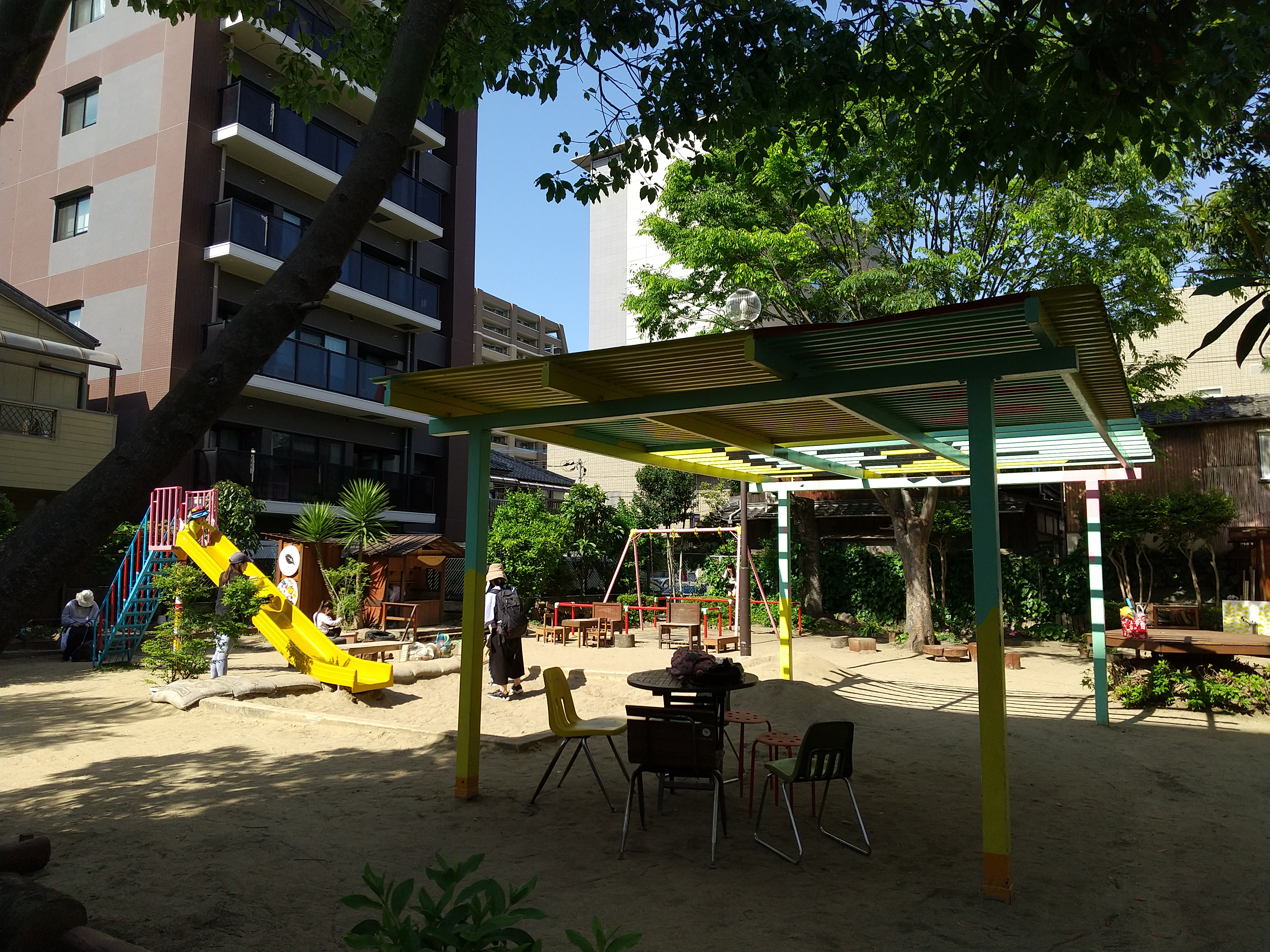
古小烏公園

### 医療施設
- 福岡中央病院
- 薬院ひ尿器科

### その他の施設
- いふくまち保育園[注釈 7]

施設の写真
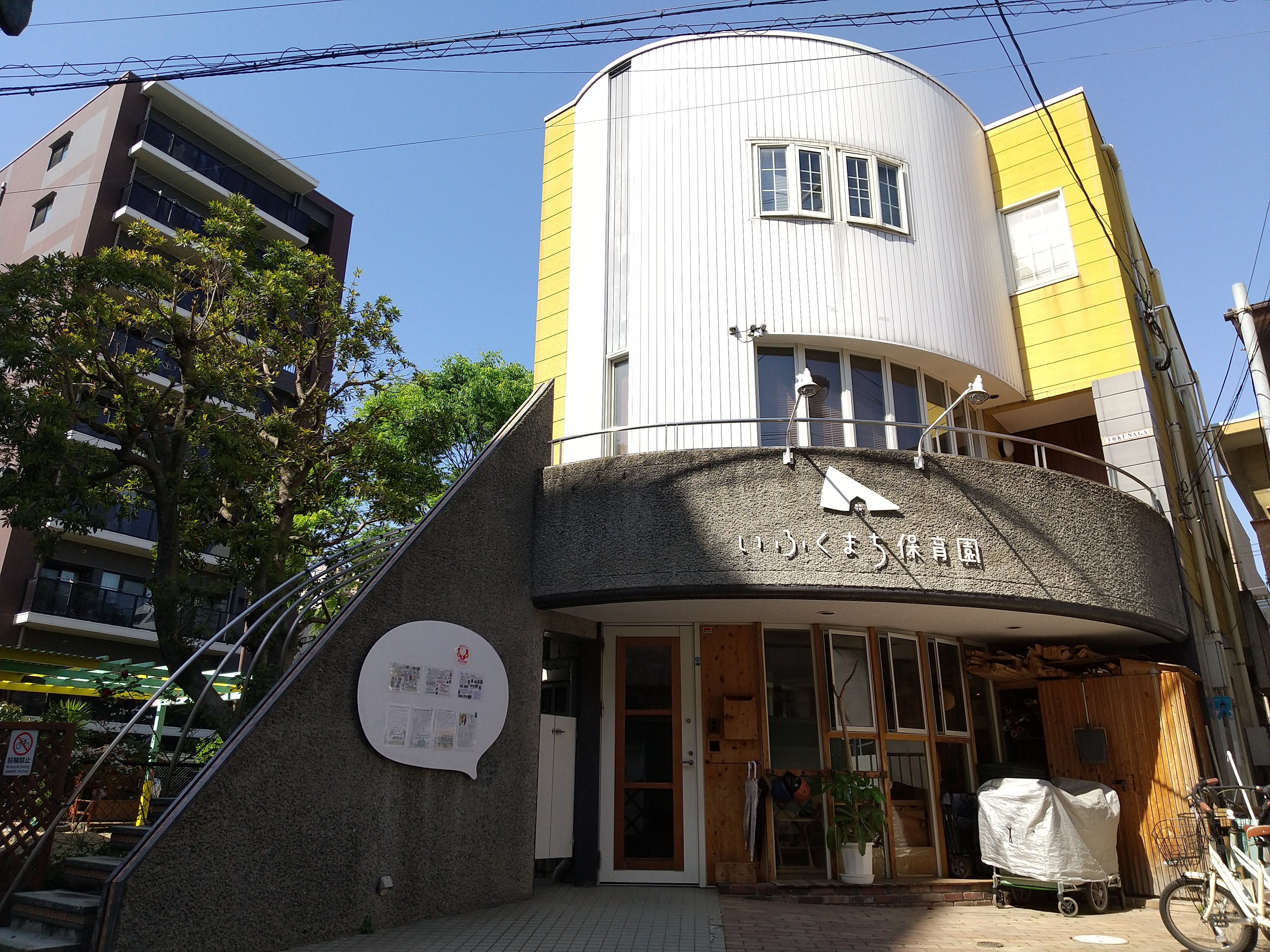
いふくまち保育園

### かつて存在した施設
- 福岡女学校（現在、南区曰佐にある福岡女学院中学校・高等学校）[注釈 8]
- 九州エネルギー館
- 福岡市九電記念体育館
- 福岡郵便貯金会館（メルパルク福岡）[注釈 9]

## 名所・旧跡
- セーラー服発祥の地[注釈 10]

名所・旧跡の写真
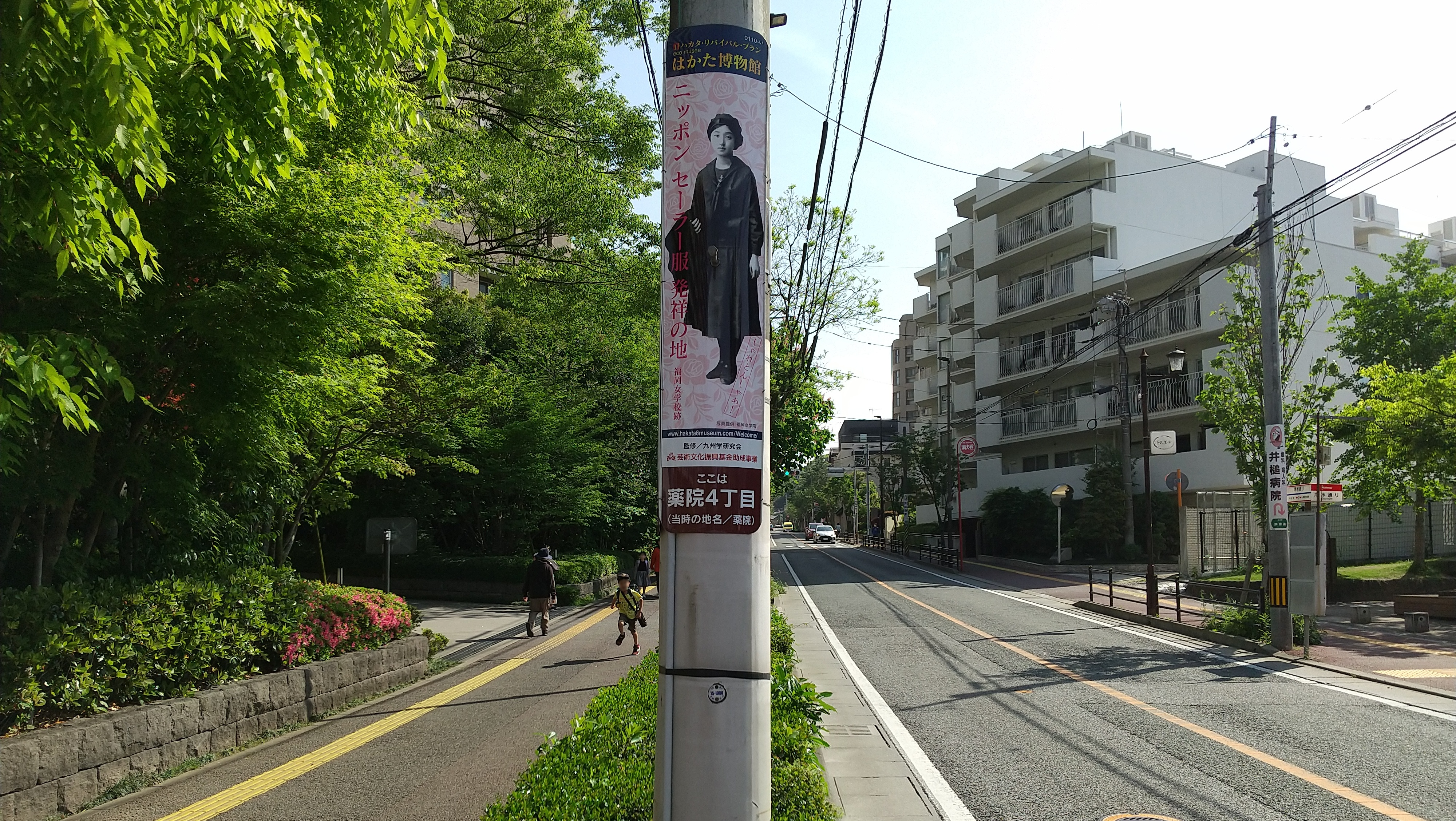
セーラー服発祥の地（浄水通りに立てられた歴史案内板）